# リプシッツ連続
解析学におけるリプシッツ連続性（リプシッツれんぞくせい、英: Lipschitz continuity）は、ルドルフ・リプシッツに名を因む、函数のより強い形の一様連続性である。直観的には、リプシッツ連続函数は変化の速さが制限される。即ち、適当な有限値の実数が存在して、その函数のグラフ上の任意の二点を結ぶ直線の傾きの絶対値はその実数を超えない。この上界をその函数の「リプシッツ定数」（あるいは一様連続度）と呼ぶ。例えば一階微分が有界な任意の函数はリプシッツである。
微分方程式論において、リプシッツ連続性は初期値問題の解の存在と一意性を保証するピカール–リンデレフの定理の中心的な条件である。リプシッツ連続性の特別な場合で、縮小性はバナッハの不動点定理において用いられる。
実数直線の有界閉集合上で定義される函数に関して、以下のような包含関係の鎖が知られている:
連続的微分可能 ⊆ リプシッツ連続 ⊆ α-ヘルダー連続 (0 < α ≤1) ⊆ 一様連続 ⊆ 連続函数.
また、
リプシッツ連続 ⊆ 絶対連続 ⊆ 有界変動  ⊆ 殆ど至る所微分可能
も成り立つ。

## 定義
dX は集合 X 上の距離函数、dY は集合 Y 上の距離函数として二つの距離空間 (X, dX) と (Y, dY) が与えられたとき（例えば、Y を実数全体の成す集合 R に距離函数 dY(x, y) = |x − y| を入れたもの、および X を R の部分集合とすることができる）。このとき、写像 f: X → Y がリプシッツ連続（あるいは単にリプシッツ）であるとは、実定数 K ≥ 0 が存在して
{\displaystyle d_{Y}(f(x_{1}),f(x_{2}))\leq K\,d_{X}(x_{1},x_{2})\quad (\forall x_{1},x_{2}\in X)}

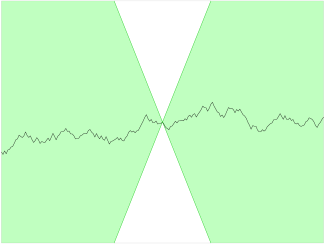
リプシッツ連続函数に対し、適当な双錐 (白) が存在して、双錐の頂点が函数のグラフ上を移動するように双錐を平行移動するとき、常にそのグラフが双錐の外側 (緑) にあるようにできる。

を満たすときに言う。このような K, あるいはそのうち最小のものを、関数 f のリプシッツ定数と呼ぶ。K = 1 ととることができるとき、その関数は非拡大写像と呼ばれ、K < 1 なら縮小写像と呼ばれる。
この不等式は x1 = x2 のとき（自明な意味で）成り立つ。これを除けば、写像がリプシッツ連続であることの同値な別定義として、定数 K ≥ 0 が存在して、
{\displaystyle {\frac {d_{Y}(f(x_{1}),f(x_{2}))}{d_{X}(x_{1},x_{2})}}\leq K\quad (\forall x_{1},x_{2}\in X)}
を満たすこととすることもできる。実多変数の実数値函数に対して、これが成り立つのは、任意の割線の傾きの絶対値が K で抑えられるときであり、かつそのときに限る。函数のグラフ上の一点を通る傾き K の直線全体の成す集合は円錐を成すから、したがって函数がリプシッツ連続であるための必要十分条件は、その函数のグラフが至る所この錐のまったく外側にあることである。
写像 f が局所リプシッツ連続であるとは、任意の x ∈ X に対して x の近傍 U を適当に選べば f の U への制限 がリプシッツ連続であるときに言う。あるいは同じことだが、X が局所コンパクト距離空間ならば、f が局所リプシッツであるための必要十分条件は X の任意のコンパクト部分集合上でリプシッツ連続となることである。局所コンパクトでないときには、これは必要だが十分でない。
より一般に、X 上で定義された関数 f がヘルダー連続である、または X 上で次数 α > 0 のヘルダー条件を満足するとは、定数 M > 0 が存在して
{\displaystyle d_{Y}(f(x),f(y))<M\,d_{X}(x,y)^{\alpha }\quad (\forall x,y\in X)}
が成立するときにいう。次数 α > 0 のヘルダー条件を次数 α の一様リプシッツ条件とも呼ぶ。
K ≥ 1 が存在して
{\displaystyle {\frac {1}{K}}\,d_{X}(x_{1},x_{2})\leq d_{Y}(f(x_{1}),f(x_{2}))\leq K\,d_{X}(x_{1},x_{2})}
が成り立つならば、f は双リプシッツ連続あるいは単に双リプシッツ (bilipshitz) であると言う。双リプシッツ連続写像は単射であり、また実はその像の上への同相写像である。双リプシッツ連続であることは、その（像の上で定義される）逆写像もリプシッツであるような単射リプシッツ連続写像であることと同じである。全射な双リプシッツ連続写像は、ちょうど距離空間の間の同型写像になる。

## 例
リプシッツ連続函数
- 実数全体で定義された函数 f(x) = √x2 + 5 はリプシッツ定数 K = 1 を持つリプシッツ函数である。実際これは至る所微分可能で、その一階導函数の絶対値は 1 で抑えられる（後述の#性質節最初の項目を参照）。
- 同様に正弦函数 sin(x) もリプシッツ連続である。これもその導函数（つまり余弦函数 cos(x) ）が絶対値に関して 1 で抑えられることによる。
- 実数全体で定義された函数 f(x) = |x| はリプシッツ定数 1 のリプシッツ連続函数である（逆向きの三角不等式による）。これは微分可能でないリプシッツ連続函数の例である。より一般に、ベクトル空間上で定義されたノルムは、付随する距離函数に関するリプシッツ連続函数（リプシッツ定数 1）である。

リプシッツ連続だが至る所微分可能とはならない例
- f(x) = |x|（上記参照）

連続だが（大域的）リプシッツ連続でない
- 閉区間 [0, 1] 上定義された函数 f(x) = √x はリプシッツ連続でない。この函数は x → 0 の極限で、導函数が無限大に発散するから、いくらでも傾きが急になる。にも拘らずこの函数は一様連続であり、かつ α ≤ 1/2 に対して C0,α-級ヘルダー連続である。

可微分だが（大域）リプシッツ連続でない
- 函数 f(x) = x3/2sin(1/x) (x ≠ 0) かつ f(0) = 0 を閉区間 [0, 1] へ制限したものは、コンパクト集合上微分可能だが局所リプシッツでない函数の例を与える。実際、その導函数は有界でない。

解析的だが（大域）リプシッツでない
- 指数函数は x → ∞ でいくらでも傾きがおおきくなるから、大域リプシッツ函数とはならないが、それにもかかわらず解析函数になる。
- 実数全体で定義された函数 f(x) = x2 はリプシッツでない（x → ∞ でいくらでも傾きが大きくなる）。しかしこれは局所リプシッツである。

## 性質
- 至る所微分可能な函数 g: R → R がリプシッツ連続（リプシッツ定数 K = sup|g'(x)| を持つ）であるための必要十分条件は、それが有界な一階導函数を持つことである。一方の含意は平均値の定理から従う。特に、任意の連続的微分可能な函数は局所リプシッツである（連続函数は局所有界だから、その連続な導函数も局所有界である）。
- リプシッツ函数 g: R → R は絶対連続であり、したがって殆ど至る所微分可能（つまりルベーグ測度 0 の集合の外側の任意の点で微分可能）である。その導函数は絶対値がリプシッツ定数を本質的上界として本質的有界（英語版）である。また、a < b に対して、差分 g(b) − g(a) は導函数 g' の区間 [a, b] 上の積分に等しい。
  - 逆に、f: I → R が絶対連続、従って殆ど至る所微分可能であるとし、|f'(x)| ≤ K (a.a. x ∈ I) を満たすならば、f はリプシッツ定数が高々 K のリプシッツ連続である。
  - より一般にラーデマッハーの定理は、この結果をユークリッド空間の間のリプシッツ写像に対して拡張する。U を Rn の開集合として、リプシッツ写像 f: U → Rm が殆ど至る所微分可能とする。さらに K が f の最小のリプシッツ定数とすれば、全微分 Df が存在する限り ‖ Df ‖ ≤ K が成立する。
- 可微分リプシッツ写像 f: U → Rm に対し、不等式 ‖ Df ‖∞,U ≤ K が f の最小リプシッツ定数 K について成り立つ。さらに、U が凸ならば等号が成り立つ。
- 二つの距離空間の間のリプシッツ連続写像の列 (fn) は、各 fn が適当な定数 K で抑えられるリプシッツ定数を持つものとする。fn が写像 f に一様収束するならば f もまた同じ定数 K で抑えられるリプシッツ定数を持つリプシッツ連続写像になる。特にここから、コンパクト距離空間上定義される実数値函数でリプシッツ定数が特定の値で抑えられるもの全体の成す集合が、連続函数全体の成すバナハ空間の閉凸部分集合となることが導かれる。しかし、「非有界」なリプシッツ定数を持つ函数列に対してはこの結果は成り立たない。実は、コンパクト距離空間上のリプシッツ函数全体の成す空間は連続函数全体の成すバナッハ空間において稠密である（ストーン–ヴァイヤストラスの定理からの初等的な帰結）。
- 任意のリプシッツ連続写像は一様連続であり、したがってより強い意味で（英語版）連続である。より一般に、有界なリプシッツ定数を持つ函数の集合は同程度連続な函数の集合を成す。(fn) が有界なリプシッツ定数を持つ一様有界列ならば収束する部分列を持つことがアルツェラ–アスコリの定理から従う。前段落の結果から、この列の極限函数もまたリプシッツであり、そのリプシッツ定数は同じ定数を上界に持つ。特に、コンパクト距離空間 X 上で定義されたリプシッツ定数 ≤ K を持つ実数値リプシッツ函数全体の成す集合は、連続函数全体の成すバナハ空間 C(X) の局所コンパクト凸部分集合になる。
- 共通のリプシッツ定数を持つリプシッツ連続函数の族 fα に対し、函数  fα および  fα は、それが少なくとも一点において有限な値をとるならば、また同じリプシッツ定数を持つリプシッツ連続函数となる。
- U は距離空間 M の部分集合で、f: U → R はリプシッツ連続とするとき、f の延長となるリプシッツ連続写像 M → R が必ず存在して、f と同じリプシッツ定数を持つ（Kirszbraunの定理（英語版）も参照）。くだんの延長は、f の U 上でのリプシッツ定数を k として (x) := {f(u) + kd(x,u)} で与えられる。

## リプシッツ多様体
U, V は Rn の二つの開集合とする。写像 T: U → V が双リプシッツ (bi-Lipschitz) とは、それが像の上へのリプシッツ同相写像であり、かつその逆写像もまたリプシッツとなるときにいう。
双リプシッツ写像を用いると、双リプシッツ同相写像に関する擬群 (pseudogroup) 構造が存在するから、位相多様体の上にリプシッツ構造を定義することができる。この構造はPL多様体と滑らかな多様体の構造の中間である。実はPL構造は一意的なリプシッツ構造を生じるから、その意味でリプシッツ構造は可微分構造のほうに「近い」。

## 片側リプシッツ連続
F(x) は変数 x に関する上半連続写像で、{F(x)} は閉凸集合とする。このとき、適当な定数 C に対して
{\displaystyle (x_{1}-x_{2})^{T}(F(x_{1})-F(x_{2}))\leq C\Vert x_{1}-x_{2}\Vert ^{2}\quad (\forall x_{1},x_{2})}
を満たすならば、F は片側リプシッツ (one-sided Lipschitz) である。
このような写像 F が、非常に大きなリプシッツ定数 K を持つが片側リプシッツ定数 C は穏当な大きさあるいは負にさえなる、というようなことも起こり得る。そのような函数の例として
{\displaystyle F\colon \mathbf {R} ^{2}\to \mathbf {R} ;\;F(x,y)=-50(y-\cos(x))}
はリプシッツ定数 K = 50 および片側リプシッツ定数 C = 0 を持つ。片側リプシッツだがリプシッツでないような例は F(x) = e−x (C = 0) で与えられる。